# Chino cantonés
El cantonés (en chino tradicional, 廣東話; en chino simplificado, 广东话; jyutping, Gwong²dung¹ waa²; Yale cantonés, Gwóngdūng wá) es una lengua variante del chino yue, considerada generalmente el dialecto de prestigio de la lengua. Con más de 80 millones de hablantes, es la segunda forma hablada del chino. El idioma se originó en la región del Delta del río de las Perlas (con centro en la ciudad de Cantón) en China meridional.
El cantonés estándar es el idioma de facto oficial de Hong Kong y Macao, y la lengua franca de la provincia de Cantón y de algunas de sus áreas vecinales como Guangxi. También, es hablado por muchos descendientes de chinos en Sudeste Asiático (notablemente en Vietnam, Malasia, Singapur y Camboya), Estados Unidos, Canadá, Australia, México, Europa y otros lugares. Históricamente, el cantonés fue la forma más común del chino hablada por las comunidades de descendientes de chinos en Occidente, aunque la situación ha cambiado con la creciente importancia del mandarín en el mundo de habla china, además de la inmigración a otros países u otras partes de China. A diferencia del mandarín, que solo emplea cinco tonos, el cantonés usa seis.
En el lenguaje popular, el cantonés estándar es conocido, a menudo, simplemente como «cantonés», aunque en la lingüística académica, la palabra puede referirse a la categoría más amplia a la cual pertenece, el chino yue. El cantonés estándar también es conocido popularmente como Gwóngdūng wá (en chino tradicional, 廣東話; en chino simplificado, 广东话) o como la lengua de la prefectura del cantonés (en chino tradicional, 廣州話、廣府話; en chino simplificado, 广州话、广府话; pinyin, (en mandarín) Guǎngzhōu huà, Guángfǔ huà; jyutping, Gwong2zau1 Wa2 · Gwong2fu2 Wa2). En Hong Kong, Macao y las comunidades de la diáspora china, también puede ser conocido simplemente como 中文 (Jūngmán), literalmente idioma chino. 

## Historia
Debido a la falta de registros históricos, los orígenes del cantonés tal sólo se pueden adivinar. Las diferencias dialectales en la antigua China se observaron ya en el período Chūnqiū (770-476 a. C.). Algunas fuentes especulan con que el cantonés, junto con las variantes wu y xiang, tomó forma ya en la dinastía Qin (221-206 a. C.). Hacia el final de la dinastía Qin, el área de Linnan (ahora Cantón y Fujian) fue colonizada por el pueblo han, que trajo el chino mandarín, que también se conoce en la literatura como el dialecto del norte, y se utilizó como idioma estándar durante la dinastía Qin. Un largo período de agitación política y separación geográfica después de la dinastía Han (202 a. C. a 220 d. C.) fue responsable de que la variedad local se alejara del dialecto del norte. Las interacciones con la población local también ayudaron a formar un dialecto distintivo que ahora se conoce como dialecto yue. Aunque no se indica claramente en los registros históricos, en general se acepta que durante la dinastía Tang (618-907 d. C.) el cantonés tenía todas las características lingüísticas que lo distinguen de cualquier otra variedad de dialectos chinos.
El cantonés, además de haberse visto influido por las lenguas nativas de China, recibió también una fuerte influencia del inglés en los tiempos de la guerra del Opio y el establecimiento de Hong Kong como una colonia británica. 